# Nocturnal after John Dowland
Nocturnal after John Dowland, Op. 70 es una obra musical para guitarra clásica compuesta en 1963 por el compositor inglés Benjamin Britten para el guitarrista Julian Bream. Es una de las grandes obras del siglo XX para el repertorio guitarrístico.

## Contexto
Britten creó junto con el cantante Peter Pears y el libretista Eric Crozier el "Aldeburgh Festival" en 1948 para tener una lugar donde promover su English Opera Group. Se acaban incluyendo también lecturas de poseía, literatura, arte plástico y conferencias de arte, pues entraba en el concepto de los fundadores del Aldeburgh Festival como un festival de "música y artes".
Con la colaboración de Britten con otros artistas dieron resultado obras como  Lachrymae (1950) para el violista William Primrose, Seis metamorfosis según Ovidio para el oboísta  Joy Boughton (1951) y el Nocturna after John Dowland (1964).

## Historia de la obra
En 1952, Britten conoció al guitarrista y laudista Benjamin Julian Bream, a sus 19 años y con la intención de expandir el repertorio guitarrístico. Acabó convenciendo a Britten para componer unas piezas para canto y guitarra en 1957 ("Six Songs from the Chinese"). Era cuestión de tiempo de que escribiera una obra para guitarra solista, uniendo lo que más le gustaba al guitarrista, la unión de la guitarra con el laúd, ya que la obra está basada en un tema de Dowland, Come Heavy Sleep.
En una carta, en el 13 de noviembre de 1963, a su amigo Hans Werne Henze:

Estoy teniendo una temporada complicada por las celebraciones de mi cumpleaños, que son emotivas pero me quitan tiempo y energía que preferiría estar gastando para componer nuevos trabajos. Aun así, conseguí hacer una nueva gran obra para Julian
Benjamin Britten

Unos años más tarde, el propio Bream comentaría sobre el Nocturnal:

Cuando la obra me llegó, no tuve que cambiar nada, ni una nota. Es la única pieza que Britten me escribió en la que esto sucede. Bueno, tuvo un pequeño error, en el cuál la intención de Britten era que tocara dos notas en la misma cuerda. Cuando se lo comenté simplemente se quedó estupefacto
Julian Bream

## Forma
La pieza es un conjunto de 8 variaciones sobre la canción "Come Heavy Sleep" de Dowland. Dicho tema no aparece sino hasta el final de la pieza, sugiriendo que el sueño no viene hasta pasado un cierto tiempo. Los temas anteriores están indudablemente diseñados para retratar las diferentes fases del insomnio:

### 1. Musingly (Meditativo)
La primera variación es la más parecida en cuanto a forma e interválica a la canción de Dowland. Durante todo el Nocturnal, siempre existirá una relación interválica con respecto a la canción de Dowland

### 2. Very Agitated (Molto Agitato)
Esta variación es bastante contrastante con respecto a la anterior. Se ven una serie de dinámicas que de alguna manera son explosivas y diferentes a las de Musingly. Mientras que en esta última aparecen triples pianos, calderones, rallentandos, entre otros, aquí en Very agitated se ven sforzandos, fortes, mezzofortes y una combinación de dinámicas que exigen proyección y fuerza, Con respecto al ritmo se evidencia que toda la variación está formada por tresillos que terminan en cadencias, con acordes que estarán siempre marcados con sforzandos, a excepción de los dos últimos sistemas en los cuales se ve un incremento en la duración del ritmo.

### 3. Restles (Inquieto)
Esta variación se destaca por su armonía disonante además por el uso de la polirritmia tres contra dos entre melodía y ostinatos, además de eso es la primera variación en la que aparece una métrica definida 3/4.

### 4. Uneasy (Ansioso)
La cuarta variación del Nocturnal de Britten, es una pieza totalmente contrastante a las anteriores variaciones, por su figuración rítmica rápida y ágil. No contiene métrica, y casi en su totalidad es monofónica. Estas características hacen que la variación trasmita un aire de intranquilidad o ansiedad.

### 5. March (Quasi una Marca)
En la siguiente variación, Britten empezara a trabajar con base a un pequeño motivo de la canción de Dowland, esta variación se caracteriza por poseer varias connotaciones programáticas dentro del Nocturnal, simulando la marcha de soldados en un sueño de Britten.

### 6. Dreaming (Sognante)
La siguiente variación, Dreaming, hace referencia a un estado del sueño muy profundo, Britten deja ver esta sensación por medio de armónicos que tendrán protagonismo en toda la variación, así como el tiempo lento que ayuda a crear este ambiente. Por otra parte, el acorde que involucra las notas A D G B con el que da inicio esta variación, será repetitivo y usado por Britten como principio y final de cada frase, así mismo este acorde( ADGB) es utilizado como conexión entre March y Dreaming .

### 7. Gently Rocking (Cullante)
Esta variación escrita en 6/8 describe un nuevo estado del sueño. Se encuentra escrita en dos sistemas; En el primero se desarrolla una melodía en la armadura de Db y en el segundo se encuentra un desarrollo del bajo sin armadura alguna, este conflicto entre tonalidades será de vital importancia para describir este estado del sueño. Más adelante las dos líneas melódicas se cruzan, dejando la melodía en el registro grave y el acompañamiento en el registro agudo.

### 8. Passacaglia (Measured) (Misurato)
En esta última variación, Britten recurre al estilo Passacaglia, estilo dancístico muy común en el Barroco que se caracteriza por tener un bajo continuo y recurrente durante todo el discurso musical. Este bajo recurrente en el Nocturnal, será extraído del acompañamiento de la primara frase de Dowland, sobre este bajo se trabajará el discurso melódico de la canción. Por otra parte el primer compás de la Passacaglia se derivara de los armónicos artificiales del último compás de Gently Rocking. Esta variación se divide en 4 partes; La primera, con el bajo recurrente y las melodías superpuestas, la segunda en la que Britten crea frases en pizzicato con base a motivos de Dowland, la tercera, donde se ve una estructura basada en acordes y la cuarta que sería el análisis de un acorde de E recurrente y conectado por escalas el cual es el puente hacia la canción de Dowland.